# نيلز هانسن جاكوبسن
نيلز هانسن جاكوبسن (بالدنماركية: Niels Hansen Jacobsen)‏ هو نحات دنماركي، ولد في 10 سبتمبر 1861 في Vejen ‏ في الدنمارك، وتوفي في 26 نوفمبر 1941.

## معرض صور

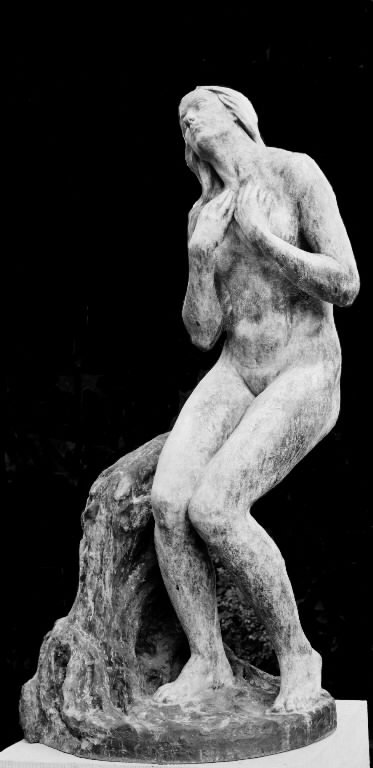
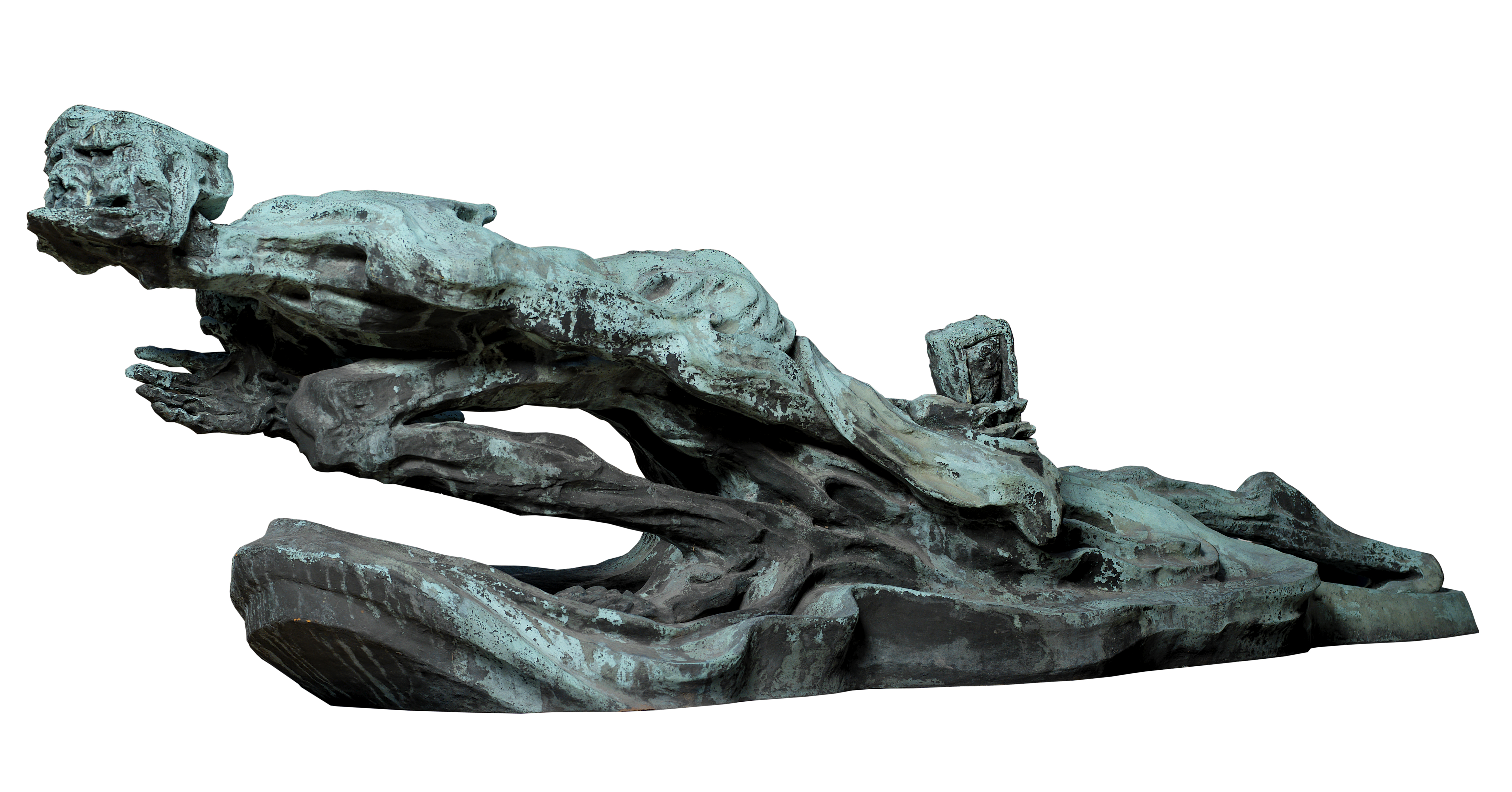
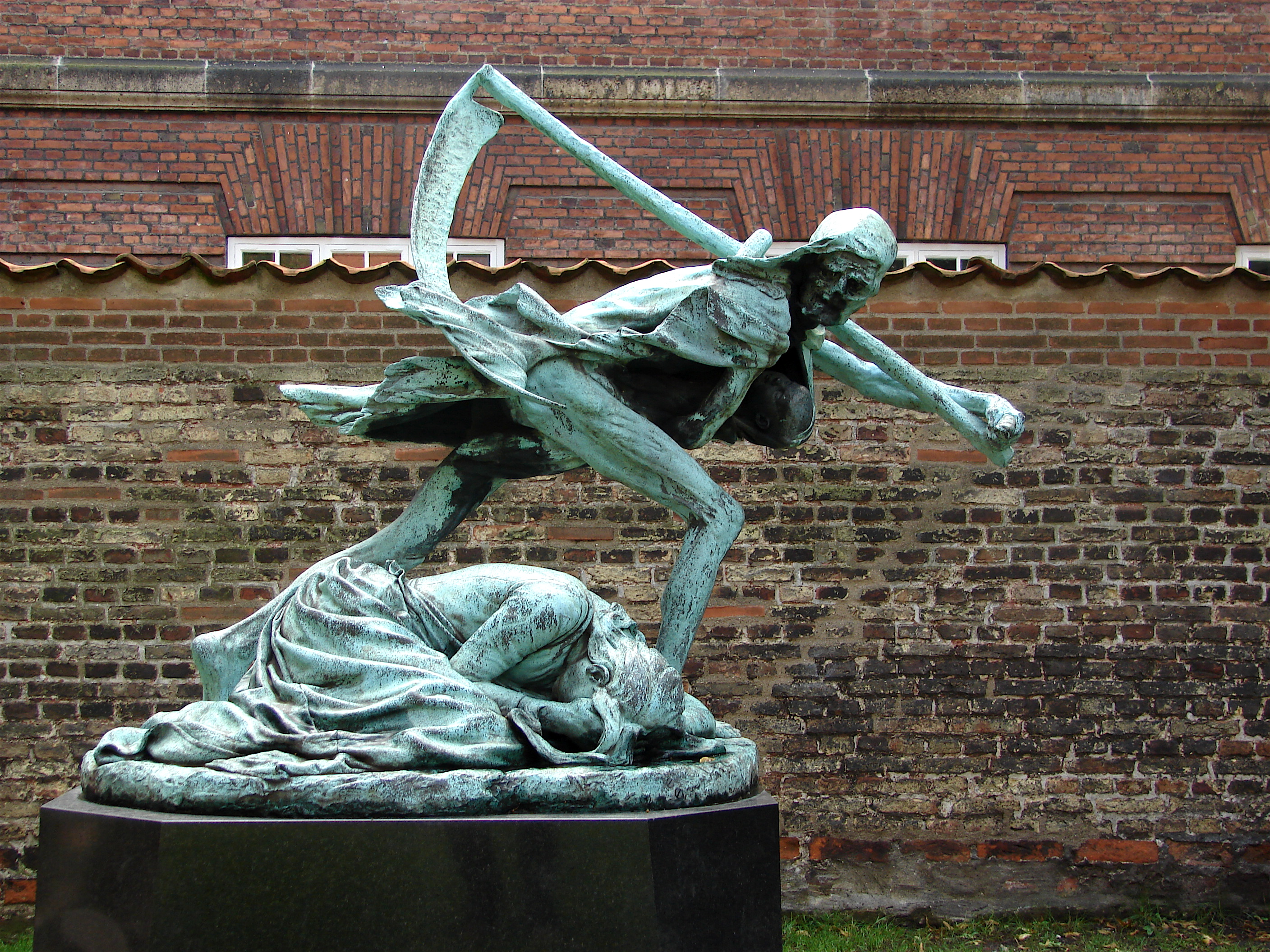